# Rocky Mountain Institute
Rocky Mountain Institute – organizacja badawcza założona w roku 1982 przez Amory’ego i Hunter Lovinsów w stanie Kolorado. Zajmuje się badaniami naukowymi nad problematyką zrównoważonego rozwoju i propagowaniem proekologicznych rozwiązań. Szczególne miejsce w działalności instytutu zajmuje zielona energia – technologie energooszczędne (negawaty) i odnawialne źródła energii. Instytut prowadzi również badania w dziedzinie ekonomii, proponując wykorzystywanie mechanizmów rynkowych do celów ekologicznych oraz decentralizację energetyczną.
W roku 1983 założyciele Rocky Mountain Institute Amory i Hunter Lovinsowie zostali uhonorowani nagrodą Right Livelihood.